# CSAステアウア・ブクレシュティ
クルブル・スポルティヴ・アル・アルマテイ・ステアウア・ブクレシュティ（ルーマニア語: Clubul Sportiv al Armatei Steaua Bucureşti）は、ルーマニアのブカレストを拠点とするスポーツクラブ。ラグビーの他、バスケットボール、バレーボール、ハンドボールなどにおいて国内有数の強豪チームである。

## 概要
1947年、国防省（ルーマニア軍）によってスポーツクラブ「CSAステアウア・ブクレシュティ」が設立。翌1948年にラグビーチームが創設された。同じブカレストを拠点とするディナモ・ブクレシュティ、グリヴィツァ・ブクレシュティと共に、第二次世界大戦以降の同国ラグビー界において3強を形成してきた。
国内トップリーグであるリーガ・ナツィオナーラ・デ・ラグビーの優勝回数は歴代最多の24回。

## タイトル

### 国内タイトル
- リーガ・ナツィオナーラ・デ・ラグビー
  - 優勝 24回（1949, 1953, 1954, 1961, 1963, 1964, 1971, 1973, 1974, 1977, 1979, 1980, 1981, 1983, 1984, 1985, 1987, 1988, 1989, 1992, 1999, 2003, 2005, 2006）
- クパ・ロムニエイ
  - 優勝 16回（1950, 1952, 1953, 1955, 1956, 1958, 1974, 1977, 1978, 2005, 2006, 2007, 2009, 2013, 2019, 2022）

## 歴代所属選手
- ダヌトゥ・ディムヴァラザ(Dănuț Dumbravă)
- ビオレル・ルカチ(Viorel Lucaci)
- パウラ・キニキニラウ(Paula Kinikinilau)
- フロリン・ブライク(Florin Vlaicu)
- フロリン・スルジュ(Florin Surugiu)
- レムナル・マドリン(Lemnaru Mădălin)
- チューダー・ブリトナウ(Tudor Butnariu)
- エーゲン・カパタナ(Eugen Căpățînă)
- サビン・ストラティラ(Sabin Strătilă)
- フロリン・イオニタ(Florin Ioniță)
- バレンティン・ポパルラン(Valentin Popârlan)
- バレンティン・ウルサケ(Valentin Ursache)
- ステリアン・ブルセア(Stelian Burcea)
- アレクサンドル・ツァルシュ(Alexandru Ţăruş)
- ソセフォ・サカリア(Sosefo Sakalia)
- マラカイ・ラヴロ(Malakai Ravulo)